# هادی مرزبان
هادی مرزبان (زادهٔ ۴ فروردین ۱۳۲۳) کارگردان تئاتر و بازیگر اهل ایران است.

## زندگی
وی در سال ۱۳۲۳ در شهر سبزوار در استان خراسان رضوی زاده شد. مرزبان دانش‌آموخته رشته بازیگری و کارگردانی از پردیس هنرهای زیبای دانشگاه تهران در سال ۱۳۵۲ است و فعالیت خود در تئاتر را از سال ۱۳۴۵ آغاز کرد. وی همچنین دارای مدرک کارشناسی ارشد طراحی و کارگردانی تئاتر از دانشگاه برونل لندن در سال ۱۳۵۷ (۱۹۷۹) است. او بازی در سینما را از سال ۱۳۶۵ با فیلم جنگل‌بان اثر منوچهر حقانی‌پرست آغاز کرد. همسر او فرزانه کابلی بازیگر و رقصنده است. هادی مرزبان در طی چهار دهه ده اثر معروف اکبر رادی را روی صحنه برد. وی دارای نشان درجه یک هنری (معادل دکتری) است.

## فعالیت تدریسی
تدریس هنر نمایش در کانون تئاتر دانشگاه علم و صنعت ایران، ۱۳۷۷ تا ۱۳۷۹

## تئاتر

### کارگردان
- طالب؛ (ایمد آلاچای) تهران، تالار سنگلج؛ ۱۳۵۸
- فریاد؛ (محمود رهبر) تهران، تئاتر شهر، تالار قشقایی؛ ۱۳۶۰
- پلکان؛ (اکبر رادی) تهران، تئاتر شهر، تالار اصلی؛ ۱۳۶۳
- شاهزاده و گدا؛ (سرگئی میخالگف) تهران، تئاتر شهر، تالار اصلی؛ ۱۳۶۵
- آهسته با گل سرخ؛ (اکبر رادی) تهران، تئاتر شهر، تالار اصلی؛ ۱۳۶۷
- هاملت با سالاد فصل؛ (اکبر رادی) تهران، تئاتر شهر، تالار اصلی؛ ۱۳۶۹
- تنبور نواز؛ (محمد رحمانیان) تهران، تئاتر شهر، تالار اصلی؛ ۱۳۷۲
- آمیز قلمدون؛ (اکبر رادی) تهران، تئاتر شهر، تالار چهارسو؛ ۱۳۷۶
- شب روی سنگفرش خیس؛ (اکبر رادی) تهران، تئاتر شهر، تالار اصلی؛ ۱۳۷۸
- سیمرغ؛ (هادی مرزبان) تهران، تالار وحدت؛ ۱۳۷۹
- میر عشق؛ (امیر دژاکام) تهران، تالار وحدت - اصفهان، فرهنگسرای بهمن؛ ۱۳۷۹ - ۱۳۸۰
- باغ شب‌نمای ما؛ (اکبر رادی) تهران، تئاتر شهر، تالار اصلی؛ ۱۳۸۱
- خاطرات هنرپیشهٔ نقش دوم؛ (بهرام بیضایی) تهران، تالار سنگلج؛ ۱۳۸۲
- نوبت دیوانگی؛ (پرویز زاهدی) تهران، تالار وحدت؛ ۱۳۸۳
- ملودی شهر بارانی؛ (اکبر رادی) تهران، تئاتر شهر، تالار اصلی؛ ۱۳۸۴
- پایین، گذر سقاخانه؛ (اکبر رادی) تهران، تالار وحدت؛ ۱۳۸۵
- لبخند باشکوه آقای گیل؛ تهران، تالار اصلی؛ ۱۳۸۶
- هاملت با سالاد فصل؛ (اکبر رادی) تهران، تالار سنگلج؛ ۱۳۸۸
- دزد آب؛ (امیر دژاکام) تهران، جشنواره بین‌المللی رضوی؛ ۱۳۸۸
- خانمچه و مهتابی؛ (اکبر رادی) تهران، تالار برج آزادی، ۱۳۸۹
- تانگوی تخم مرغ داغ تالار وحدت ۱۳۹۳
- بازار عاشقان؛ تالار وحدت ۱۳۹۵
- بنگاه تئاترال ؛(علی نصیریان) تهران، تماشاخانه سنگلج، خرداد و تیرماه ۱۳۹۶
- آهسته با گل سرخ؛ (اکبر رادی) تهران، تماشاخانه سنگلج، پاییز ۱۳۹۷
- دکتر نون زنش را بیشتر از مصدق دوست دارد؛ تالار وحدت، بهار ۱۴۰۱
- بنگاه تئاترال ؛(علی نصیریان) تهران، پردیس تئاتر شهرزاد (سالن دو)، پاییز ۱۴۰۲

### نویسنده
- سیمرغ؛ تهران، تالار وحدت، ۱۳۷۹

### بازیگر
- رستم و سهراب؛ (مصطفی اسکوئی) تهران، دانشکده هنرهای زیبا؛ ۱۳۴۷
- ملاقات بانوی سالخورده؛ (حمید سمندریان) تهران، تالار مولوی؛ ۱۳۵۱
- همه پسران من؛ تهران، تالار سنگلج؛ ۱۳۵۹

## بازیگر

### سینمایی
- جنگل‌بان (منوچهر حقانی پرست)؛ ۱۳۶۶
- ابلیس (احمدرضا درویش)؛ ۱۳۶۹
- آخرین تک سوار ایل (سیدمحمد محمدی)؛ ۱۳۶۷
- آخرین تک‌سوار (سیدمحمد سیف زاده)؛ ۱۳۷۷
- بچه‌های ابدی (پوران درخشنده)؛ ۱۳۸۶

## مجموعه تلویزیونی
| سال       | نام                                        | سمت               | کارگردان         | توضیحات |
| --------- | ------------------------------------------ | ----------------- | ---------------- | --- |
| ۱۳۸۸      | تله‌تئاتر «عشق و نیستی»                     | کارگردان          | هادی مرزبان      | شبکه ۴ کارگردان تلویزیونی: «مسعود فروتن»                                                                                  |
| ۱۳۸۷      | تله‌تئاتر «ملودی شهر بارانی»                | کارگردان          | هادی مرزبان      | کارگردان تلویزیونی: «مسعود فروتن»                                                                                         |
| ۱۳۸۶      | تله‌فیلم «دهخدا»                            | بازیگر            | محمدرضا ورزی     | در نوروز ۱۳۸۷ از شبکه ۲ پخش شد.                                                                                           |
| ۱۳۸۶      | تله‌تئاتر «آرامش از نوعی دیگر»              | بازیگر و کارگردان | هادی مرزبان      | کارگردان تلویزیونی: «مسعود فروتن»                                                                                         |
| ۱۳۸۵      | تله‌تئاتر «استاد معمار»                     | کارگردان          | هادی مرزبان      | شبکه ۴ نویسنده: «هنریک ایبسن»                                                                                             |
| ۱۳۸۴      | تله‌تئاتر «ببر گرازدندان»                   | کارگردان          | هادی مرزبان      | در سال ۱۳۸۵ از شبکه ۴ پخش شد.                                                                                             |
| ۱۳۷۸-۱۳۸۱ | روشن‌تر از خاموشی                           | بازیگر            | حسن فتحی         | شبکه ۱ |
| ۱۳۸۰      | تله‌تئاتر «خانه ارواح»                      | کارگردان          | هادی مرزبان      | |
| ۱۳۷۸      | ثقةالاسلام تبریزی (۱۲ روز از تاریخ مشروطه) | بازیگر            | حجت قاسم‌زاده اصل | تهیه شده برای سیمای آذری شبکه جهانی سحر                                                                                   |
| ۱۳۷۵-۱۳۷۶ | پهلوانان نمی‌میرند                          | بازیگر            | حسن فتحی         | شبکه ۲ کارگردان تلویزیونی: «بیژن صمصامی»                                                                                  |
| ۱۳۷۳-۱۳۷۵ | تنهاترین سردار                             | بازیگر            | مهدی فخیم‌زاده    | |
| ۱۳۷۴      | پشت پردۀ تخت طاووس                         | بازیگر            | محمد رحمانیان    | این مجموعه نمایشی که هر قسمت از آن، داستانِ مستقلی داشت، غیرقابل پخش تشخیص داده شد.                                        |
| ۱۳۷۳      | تله‌تئاتر «آمیز قلمدون»                     | کارگردان          | هادی مرزبان      | شبکه ۲ / پخش نگردید. نویسنده: «اکبر رادی» کارگردان تلویزیونی: «بیژن صمصامی»                                               |
| ۱۳۷۳      | همۀ وصیت من                                | بازیگر            | خسرو ملکان       | شبکه ۱ |
| ۱۳۷۰      | تله‌تئاتر «زندگی گوته»                      | بازیگر            | محمود شولی‌زاده   | در نقش «گوته» |
| ۱۳۷۰      | وزیرمختار                                  | بازیگر            | سعید نیک‌پور      | شبکه ۱ |
| ۱۳۶۷      | گالش‌های مادربزرگ                           | بازیگر            | بهمن زرین‌پور     | در نوروز ۱۳۶۸ از شبکه ۱ پخش شد.                                                                                           |
| ۱۳۶۷      | بخش چهار جراحی                             | بازیگر            | مسعود فروتن      | نویسنده: منیرو روانی‌پور                                                                                                   |
| ۱۳۶۶      | مرغ حق                                     | بازیگر            | حسین مختاری      | شبکه ۱ |
| ۱۳۶۶      | نیمۀ تاریک ماه                             | کارگردان          | هادی مرزبان      | شبکه ۲ نویسنده: «اسماعیل خلج»                                                                                             |
| ۱۳۶۴      | ما می‌توانیم                                | بازیگر            | مجتبی یاسینی     | کارگردان تلویزیونی: «بیژن فیاد» این مجموعه، در ۳۹ قسمت ۲۰ دقیقه‌ای، با ارائه قطعات نمایشی، با آموزش تئاتر کودکان می‌پرداخت. |
| ۱۳۶۳-۱۳۶۴ | امیرکبیر                                   | بازیگر            | سعید نیک‌پور      | شبکه ۱ |
| ۱۳۶۲      | مخمصه                                      | بازیگر            | فرهاد مجدآبادی   | نویسنده: ابراهیم رهبر در نوروز ۱۳۶۳ از شبکه ۱ پخش شد.                                                                     |
| ۱۳۶۲      | تله‌تئاتر «هنگامه شیرین وصل»                | کارگردان          | هادی مرزبان      | نویسنده: مسعود حشمت کارگردان تلویزیونی: مهوش جزایری                                                                       |
| ۱۳۶۲      | شاه‌شکار                                    | بازیگر            | سعید نیک‌پور      | شبکه ۱ |